# Черен легион
Черен легион (на хърватски: Crna legija) е име дадено на 1-ва и 5-а усташка бригади по време на Втората световна война. Името на частите идва от факта, че униформите им са в черно, за разлика от другите части на усташите. Тези единици набирали новобранци главно от оцелелите от кланетата на четниците в Източна Босна и представляват най-елитните единици в армията на НХД през този период. Командири на легиона са полковник Юре Францетич, майор Рафаел Бобан и Стефан Ивкович.